# Рахманинов, Сергей Васильевич
Серге́й Васи́льевич Рахма́нинов (20 марта [1 апреля] 1873, Семёново, Новгородская губерния, Российская империя — 28 марта 1943, Беверли-Хиллз, США) — русский композитор, пианист, дирижёр. Синтезировал в своём творчестве принципы петербургской и московской композиторских школ и создал свой оригинальный стиль.

## Биография

### В России

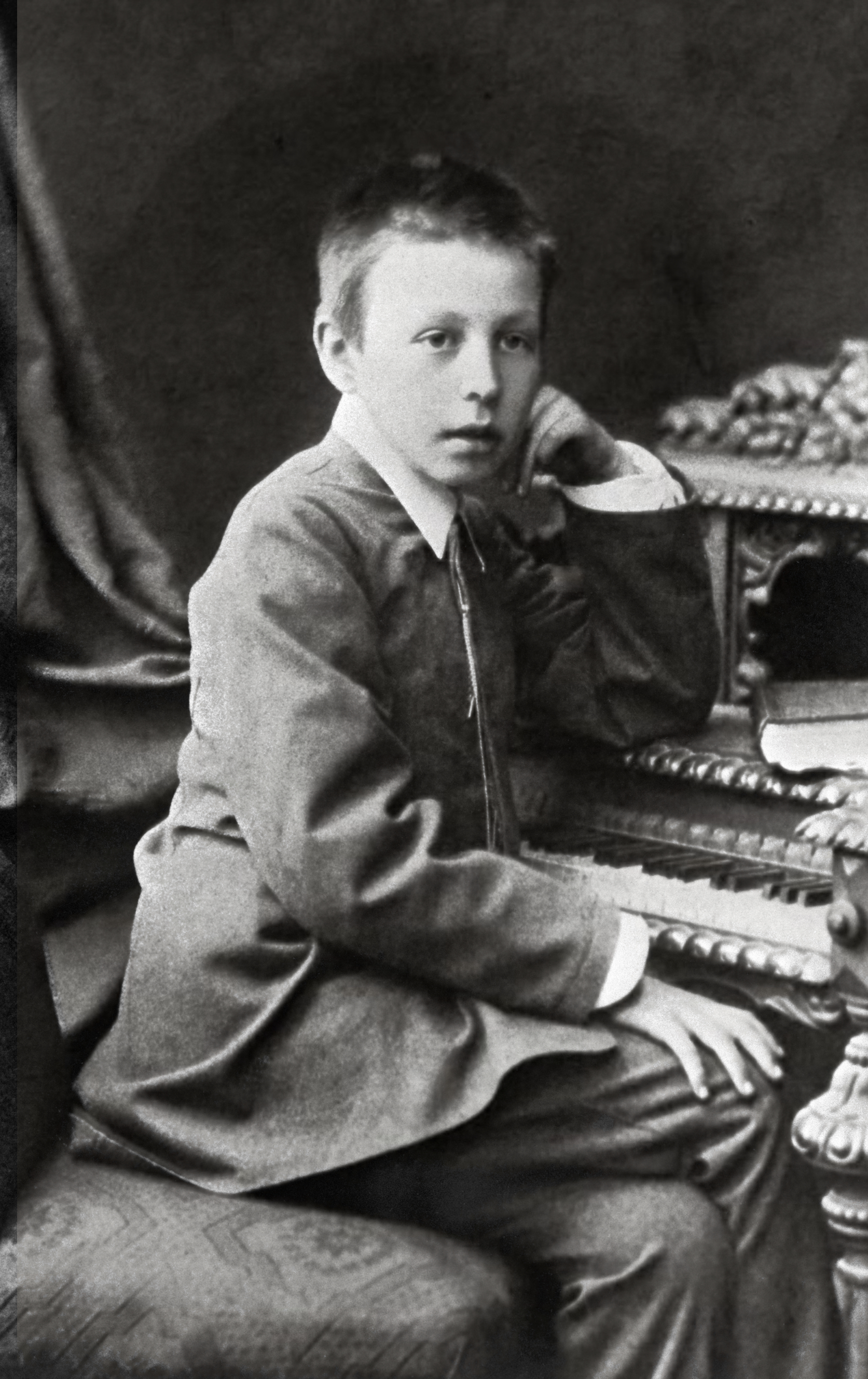
Около 1885 года

Родился 1 апреля 1873 года в дворянской семье в усадьбе Семёново Залучской волости Старорусского уезда Новгородской губернии. Усадьба находилась в 60 километрах от Старой Руссы, недалеко от деревни Пинаевы Горки; не сохранилась. Ныне — территория Залучского сельского поселения, Старорусский район, Новгородская область.
Отец композитора, Василий Аркадьевич Рахманинов (1842―1916), происходил из дворян Тамбовской губернии. Семейное предание ведёт происхождение рода Рахманиновых от «внука молдавского господаря Стефана Великого» Василия, прозванного Рахманиным. Мать, Любовь Петровна (урождённая Бутакова) ― единственная дочь генерал-майора П. И. Бутакова, преподавателя истории Аракчеевского кадетского корпуса. Дед композитора по отцовской линии, Аркадий Александрович, был музыкантом, учился игре на фортепиано у Джона Филда и выступал с концертами в Тамбове, Москве и Петербурге. Сохранились романсы и фортепианные пьесы его сочинения, в том числе «Прощальный галоп 1869 году» для фортепиано в четыре руки. Отец Рахманинова был музыкально одарённым человеком, но музицировал только любительски.
Интерес Рахманинова к музыке обнаружился в раннем детстве. Первые уроки игры на фортепиано дала ему мать, затем была приглашена учительница музыки А. Д. Орнатская. При её поддержке осенью 1882 года Рахманинов поступил на младшее отделение Санкт-Петербургской консерватории в класс В. В. Демянского. Обучение в Петербургской консерватории шло плохо, Рахманинов часто прогуливал занятия, поэтому на семейном совете было решено перевезти его в Москву и поселить в частном пансионе известного педагога, профессора Московской консерватории Н. С. Зверева. Так осенью 1885 года Рахманинов переехал в Москву, в пансион и одновременно был принят на третий курс младшего отделения Московской консерватории по классу профессора Зверева. В пансионе царила строгая дисциплина: ученики должны были вставать рано утром и заниматься по шесть часов в день. Обязательным было посещение оперных спектаклей и ансамблевое музицирование, в том числе на нескольких роялях.
Четыре года Рахманинов провёл в пансионе Зверева (где в разные годы также жили пианисты А. И. Зилоти, К. Н. Игумнов, Ф. Ф. Кенеман, Л. А. Максимов, М. Л. Пресман, А. Н. Корещенко). Здесь же в 13 лет Рахманинов был представлен П. И. Чайковскому.
Летом 1886 года профессор Московской консерватории Н. С. Зверев с учениками поселился в усадьбе Олеиз купца-мецената И. Ф. Токмакова в Кореизе. Среди учеников был тринадцатилетний Сергей Рахманинов, впервые приехавший в Крым. В Олеизе он создал свой первый ноктюрн. Впоследствии неоднократно бывал в Крыму.
Однако спустя четыре года между Рахманиновым и Зверевым произошла ссора, Рахманинов покинул пансион, но остался в Москве, где его приютили родственники — Сатины, на дочери которых, тоже пианистке, он впоследствии женился.
В 1888 году Рахманинов продолжил обучение на старшем отделении Московской консерватории в фортепианном классе своего двоюродного брата А. И. Зилоти, а спустя год под руководством С. И. Танеева и А. С. Аренского начал изучать композицию.

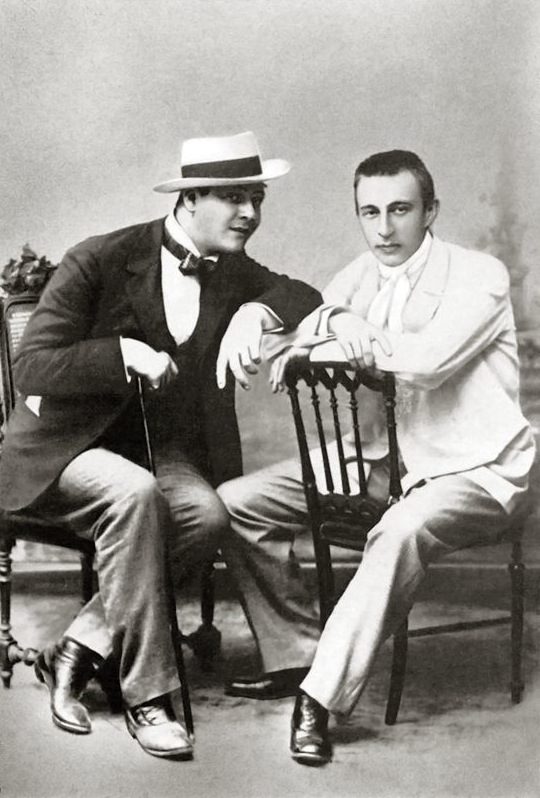
Фёдор Шаляпин и Сергей Рахманинов, 1890-е годы

В 19 лет Рахманинов с большой золотой медалью окончил консерваторию как пианист и композитор. Уже в консерватории он получил известность среди московской публики. Во время обучения в консерватории им уже были написаны Первый фортепианный концерт, ряд романсов и пьес для фортепиано, в том числе Прелюдия до-диез минор (op.3 № 2) из цикла Пьесы-фантазии для фортепиано (фр. Morceaux de fantaisie), которая позднее стала одним из наиболее известных произведений Рахманинова. Дипломной работой стала первая опера Рахманинова — «Алеко», написанная по произведению А. С. Пушкина «Цыганы». Опера очень понравилась П. И. Чайковскому и по его настоянию была поставлена в Большом театре. Чайковский даже хлопотал о её включении в репертуар Большого театра вместе со своей оперой «Иоланта», но вскоре неожиданно заболел и скончался, и его замысел не был осуществлён.
В 20 лет, ради заработка, Рахманинов стал преподавателем в московском Мариинском, а затем в Елизаветинском и Екатерининском женских институтах. Рахманинов также начал давать частные уроки, которые, впрочем, очень не любил. В 24 года Рахманинов, по приглашению С. И. Мамонтова, стал вторым дирижёром Московской русской частной оперы, где работал в течение одного сезона, однако успел внести заметный творческий вклад и прославился как дирижёр. Там же его другом стал Ф. И. Шаляпин. Рахманинов решил покинуть театр, чтобы сосредоточиться на композиции.
Рахманинов рано, ещё учась в Московской консерватории, приобрёл известность как композитор, пианист и дирижёр. Он был обожаем московской публикой. Однако его успешная карьера была прервана 15 марта 1897 года неудачной премьерой Первой симфонии в Петербурге. Композитор А. К. Глазунов тогда загорелся идеей познакомить столицу с музыкой молодого московского таланта, но премьера окончилась полным провалом, как из-за некачественного исполнения дирижёром (Глазунов был неопытным), так и — главным образом — из-за новаторской сущности музыки, не понятой ни самим Глазуновым, ни петербургской публикой. Рецензии были разгромными. Цезарь Кюи, к примеру, написал в своей рецензии, что «если бы в аду была консерватория, Рахманинов, несомненно, был бы в ней первым учеником». Особенно огорчил Рахманинова отрицательный отзыв Н. А. Римского-Корсакова, с которым он познакомился в Московской русской частной опере и чьё мнение очень ценил. Провал послужил причиной глубокой депрессии Рахманинова. «Я был подобен человеку, которого хватил удар и у которого на долгое время отнялись и голова, и руки…», — так описывал Рахманинов своё состояние. В 1897—1901 годах Рахманинов почти ничего не сочинял, большую часть времени проводил лёжа в своей комнате на кушетке, отлучаясь из дома только для частных уроков. Лишь с помощью известного врача-гипнотизёра доктора Н. В. Даля он смог преодолеть творческий кризис.

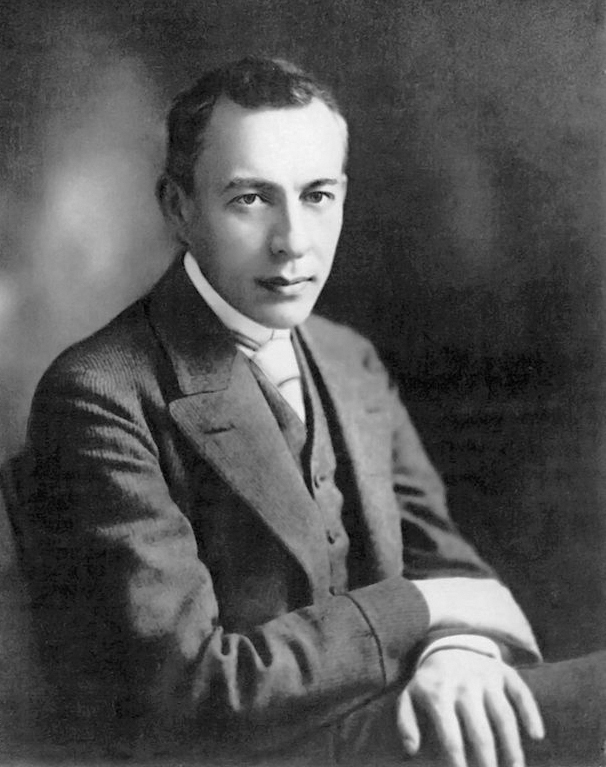
Молодой Рахманинов (1901)

В 1901 году закончил свой Второй фортепианный концерт, создание которого ознаменовало выход Рахманинова из кризиса и одновременно — вступление в следующий, зрелый период творчества. Вскоре он принял приглашение занять место дирижёра в московском Большом театре, где два сезона дирижировал весь русский оперный репертуар. В первой половине 1900-х годов неоднократно выступал в концертах московского Кружка любителей русской музыки в качестве пианиста и дирижёра.
В 1906 году, оставив Большой театр, Рахманинов совершил путешествие по Италии, на три года поселился в Дрездене, где плодотворно сочинял. В 1909 году Рахманинов совершил большое концертное турне по Америке и Канаде, выступая как пианист и дирижёр. В том же 1909 году был написан Третий фортепианный концерт.
В 1911 году Рахманинов, находясь в Киеве, по просьбе своего друга и коллеги А. В. Оссовского прослушал молодую певицу К. Г. Держинскую, вполне оценив её талант; затем он сыграл большую роль в становлении оперной карьеры этой знаменитой певицы.
До революции Рахманинов много сочинял и часто выступал в Москве. Большой популярностью пользовались концерты, организуемые А. И. Зилоти, на которых часто дирижировал Рахманинов. Много занимался он и делами Российского музыкального издательства, художественный совет которого возглавлял.
21 февраля 1917 года в концертном зале Тенишевского училища состоялось последнее концертное выступление Рахманинова в Петрограде.
Вскоре после Октябрьской революции Рахманинов воспользовался неожиданно пришедшим из Швеции предложением выступить на концерте в Стокгольме и в конце 1917 года вместе с женой Натальей Александровной (урождённой Сатиной; из рода Рюриковичей, утративших княжеский титул; приходилась композитору двоюродной сестрой по отцу) и дочерьми Ириной и Татьяной покинул Россию, практически без средств, оставив всё своё имущество.

### В эмиграции

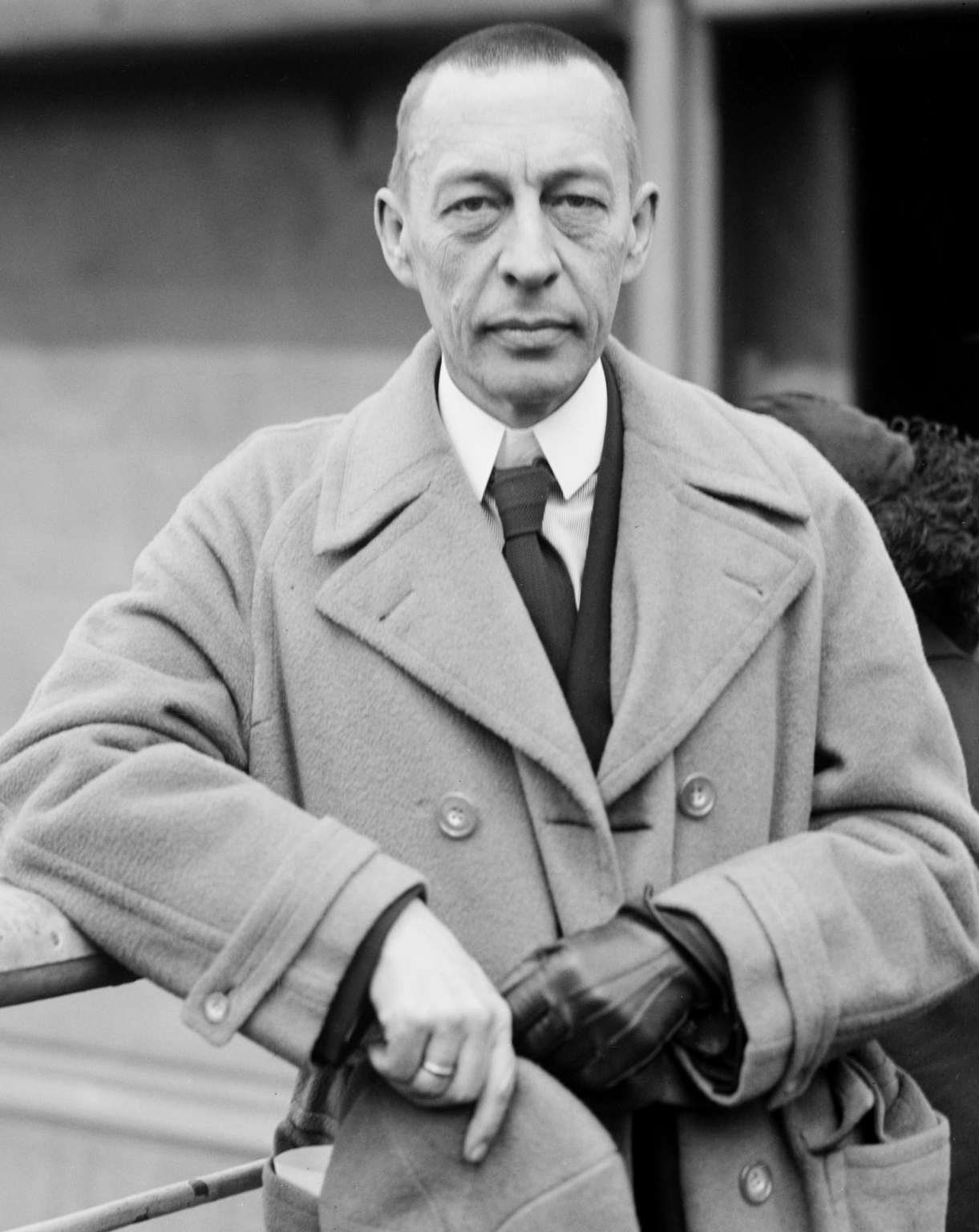

В середине января 1918 года, выехав из России, Рахманинов отправился через Мальмё в Копенгаген. 15 февраля он впервые выступил в Копенгагене, где сыграл свой Второй концерт с дирижёром Георгом Хёэбергом. Поняв, что не сможет сейчас писать музыку и что сможет заработать средства только как пианист, начал усиленно заниматься на фортепиано. До конца сезона Рахманинов выступил в одиннадцати симфонических и камерных концертах, что дало ему возможность расплатиться с долгами.
Вернув себе славу в Европе, 1 ноября 1918 года Рахманинов вместе с семьёй отплыл из Норвегии в Нью-Йорк, где был встречен с огромным интересом. Начав бурную концертную деятельность в США как пианист, Рахманинов не прекращал её вплоть до своей смерти, давая по многу десятков концертов за сезон. Популярность Рахманинова как пианиста была огромной. Практически с самого его приезда и до последних дней за ним ходили толпы репортёров, папарацци пускались на невообразимые ухищрения, чтобы сделать снимки Рахманинова, хотя внимание к себе он не любил, и репортёры немало ему досаждали, подчас выводя из себя. Чтобы скрыться от излишнего внимания во время гастролей по Америке, Рахманинов одно время даже жил в персональном железнодорожном вагоне вместо гостиниц. В 1925 году жил в Париже, где основал частное издательство «Таир» (название составлено по начальным буквам имён дочерей — Татьяна и Ирина), просуществовавшее до начала 1935 года.

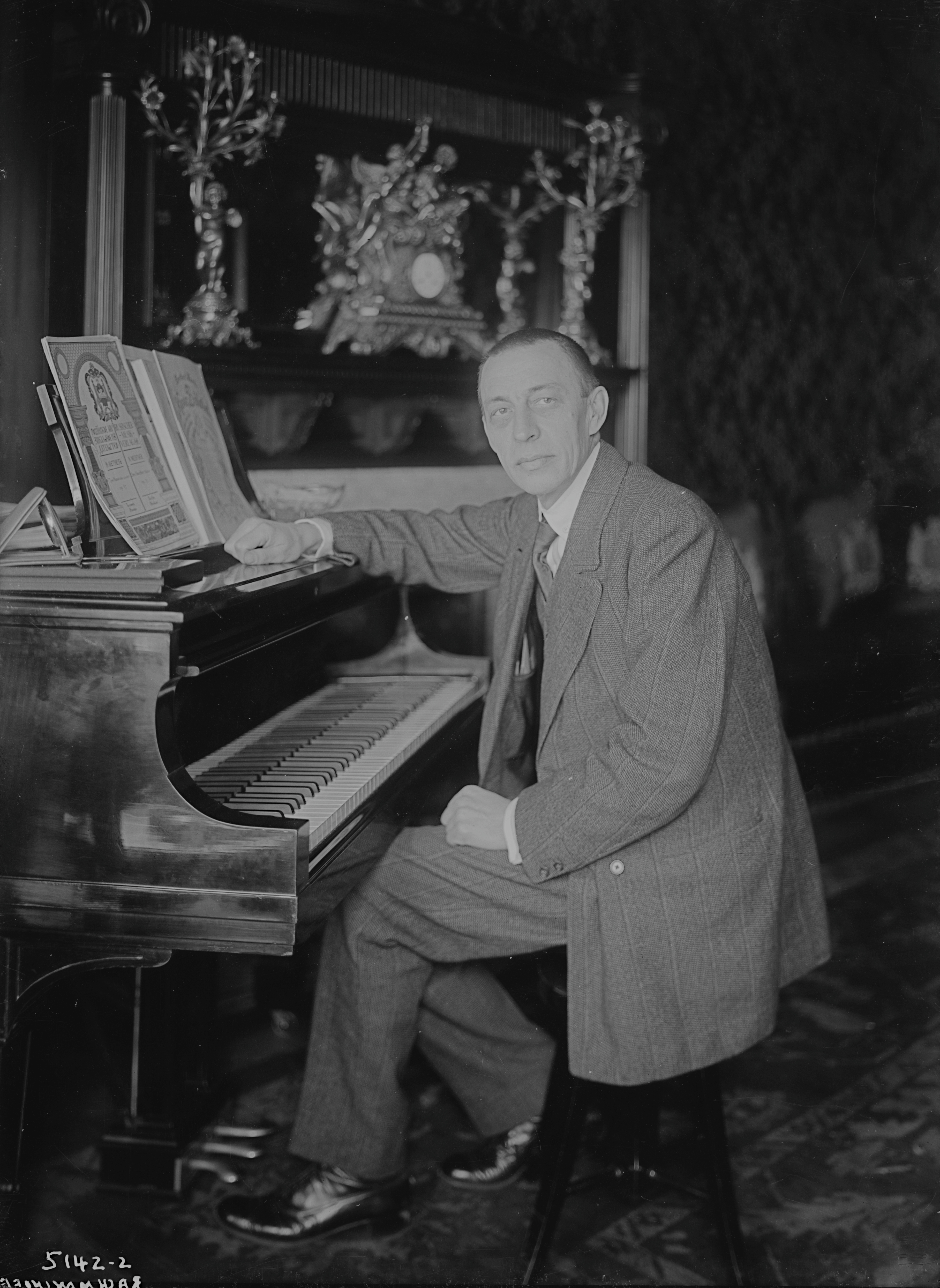
Рахманинов за роялем фирмы «Steinway & Sons»

Вплоть до 1926 года Рахманинов не писал значительных произведений. Творческий кризис, таким образом, продолжался около 10 лет. Рахманинов, несмотря на славу и многочисленные приглашения, общался в основном в среде русских эмигрантов, окружил себя русскими друзьями и русской прислугой, предметами, напоминавшими о России. За все годы в эмиграции у Рахманинова почти не было друзей-иностранцев, одним из немногих исключений был Фредерик Стейнвей — глава фирмы Steinway & Sons, производитель роялей.
Лишь в 1926—1927 годах появляются новые произведения: Четвёртый концерт и три русские песни. В течение жизни за рубежом (1918—1943) Рахманинов создал всего 6 произведений, которые, однако, принадлежат к вершинам русской и мировой музыки.
Живя и выступая в основном в США, с 1930 по 1940 год Рахманинов много времени проводил в Швейцарии, где построил роскошную виллу «Сенар» с большим садом и с видом на Фирвальдштетское озеро и гору Пилатус. В это время Рахманинов часто гастролировал по Европе. Выступал с концертами на Люцернском фестивале. Вскоре был признан одним из величайших пианистов своей эпохи и крупнейшим дирижёром, хотя дирижировал не часто.
В 1941 году закончил своё последнее произведение, многими признанное как величайшее его создание, — Симфонические танцы. Это произведение было самым любимым и для самого Рахманинова.
Отрицательно относясь к советской власти, Рахманинов тосковал по утраченной старой России, известие о нападении Германии на СССР произвело на него огромное впечатление. В годы Второй Мировой войны он дал в США несколько концертов, весь денежный сбор от которых анонимно направил в фонд Красной армии и советовал всем русским эмигрантам тоже внести свой вклад. Денежный сбор от одного из своих концертов передал в Фонд обороны СССР со словами: «От одного из русских посильная помощь русскому народу в его борьбе с врагом. Хочу верить, верю в полную победу». Известно, что на деньги композитора был построен для нужд армии боевой самолёт. По некоторым данным, Рахманинов даже ходил в советское посольство, хотел поехать на Родину незадолго до смерти.
Рахманинов много курил. Настигшее его на склоне лет в США онкологическое заболевание (меланома) его внук Александр Рахманинов, основатель Фонда С. В. Рахманинова, связывает с этой привычкой. Сам Рахманинов не подозревал о своём заболевании. Последний свой концерт Рахманинов дал 17 февраля в Ноксвилле, всего за шесть недель до смерти.
Рахманинов умер 28 марта 1943 года в Беверли-Хиллз, штат Калифорния, США, не дожив трёх дней до своего 70-летия. Похоронен на кладбище Кенсико близ Нью-Йорка. Из воспоминаний его вдовы известно, что «гроб был цинковый, чтобы позднее, когда-нибудь, его можно было бы перевезти в Россию».
В 2015 году правнучка Рахманинова Сюзан-София Рахманинова-Волконская-Уонамейкер заявила, что семья не намерена нарушать последнюю волю композитора и перевозить его останки из США в Россию.

## Рахманинов в жизни

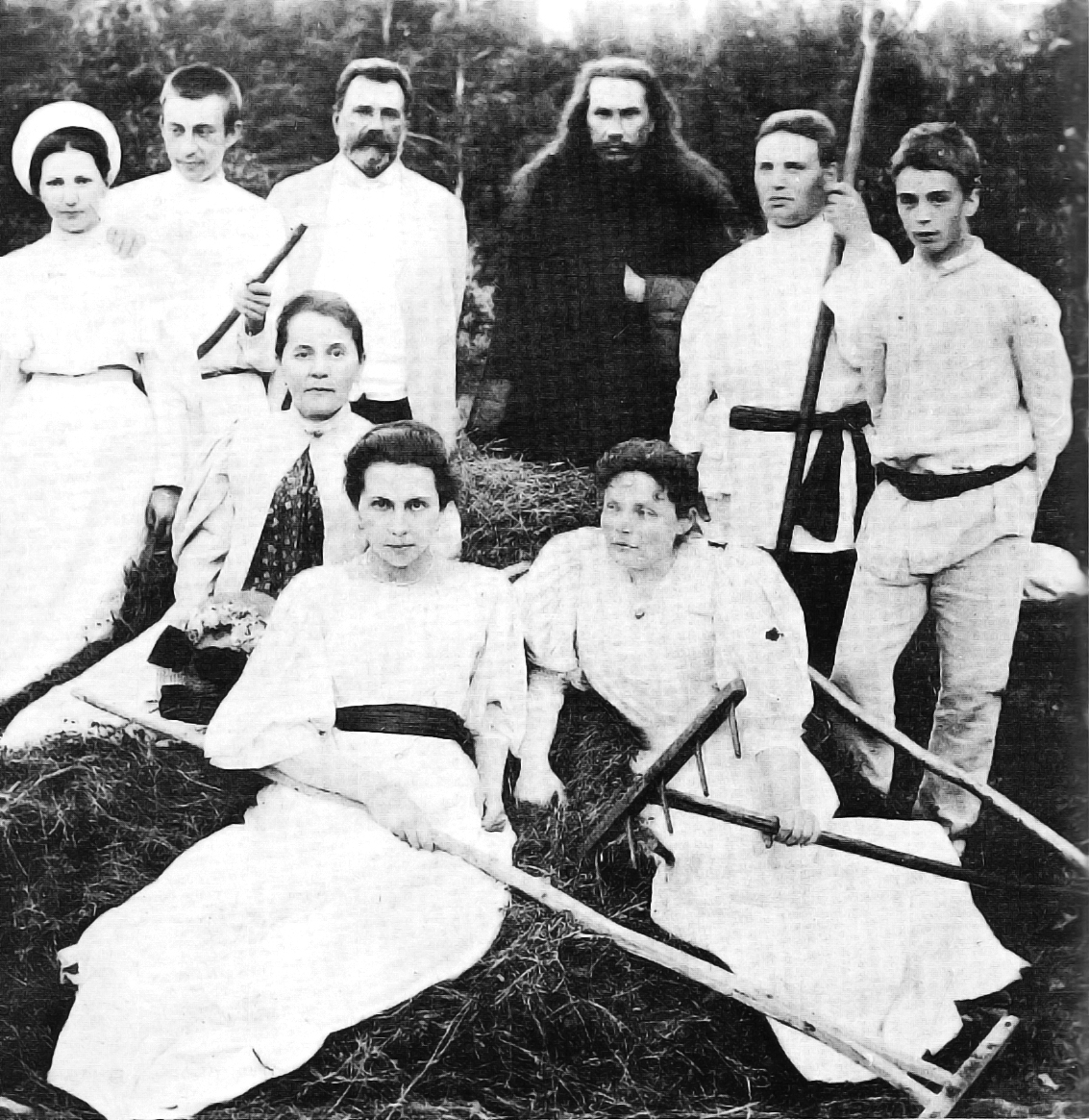
Рахманинов и семья Сатиных в Ивановке, 1890-е годы

По воспоминаниям друга Рахманинова А. Ф. Гедике, знавшего композитора ещё со времён учёбы в Московской консерватории и вплоть до его эмиграции, Рахманинов был человеком правдивым и скромным. Был очень аккуратным и точным, поддерживал идеальный порядок в своём кабинете, никогда не опаздывал и в других ценил эти качества. Любил заранее надолго составлять расписание своих работ и очень страдал, если приходилось нарушать планы. Всякая творческая заминка очень быстро приводила Рахманинова к потере веры в себя, у него появлялась навязчивая мысль, что он уже никогда в жизни не сможет сочинить ничего достойного, и от этого он быстро впадал в депрессию. В целом Рахманинов был склонен к пессимистичному мрачному настроению, и оно бывало у него значительно чаще, нежели жизнерадостное. Рахманинов в молодости никогда серьёзно не болел, но зато был чрезвычайно мнителен и часто полагал, что заболевает какой-нибудь тяжёлой болезнью. Если врачам удавалось переубедить его, он становился весёлым и радостным, но лишь до следующего приступа мнительности. В моменты же хорошего расположения духа Рахманинов был бодр и весел, но всё же всегда сдержан и никогда не бывал суетлив. Он отличался тонким юмором и огромной наблюдательностью.
Начинал сочинять Рахманинов в основном с утра, если работа шла хорошо, часто засиживался до вечера, но работать ночью не любил. Если работа не шла, настроение Рахманинова резко портилось, он мог отложить или вообще бросить произведение. Игрой на фортепиано Рахманинов занимался нерегулярно и очень немного, в основном потому, что всё давалось ему на инструменте удивительно легко. Если играл 1 час в день, то 40 минут занимался упражнениями и лишь 20 минут играл произведения. Дома, в отличие от концертов, любил играть негромко, вслушиваясь в каждый звук, как бы «прощупывая» исполняемое. Много раз поражала друзей Рахманинова его невероятная музыкальная память: услышав большое симфоническое произведение всего один-два раза, он запоминал его почти наизусть и помнил потом ещё очень долго.

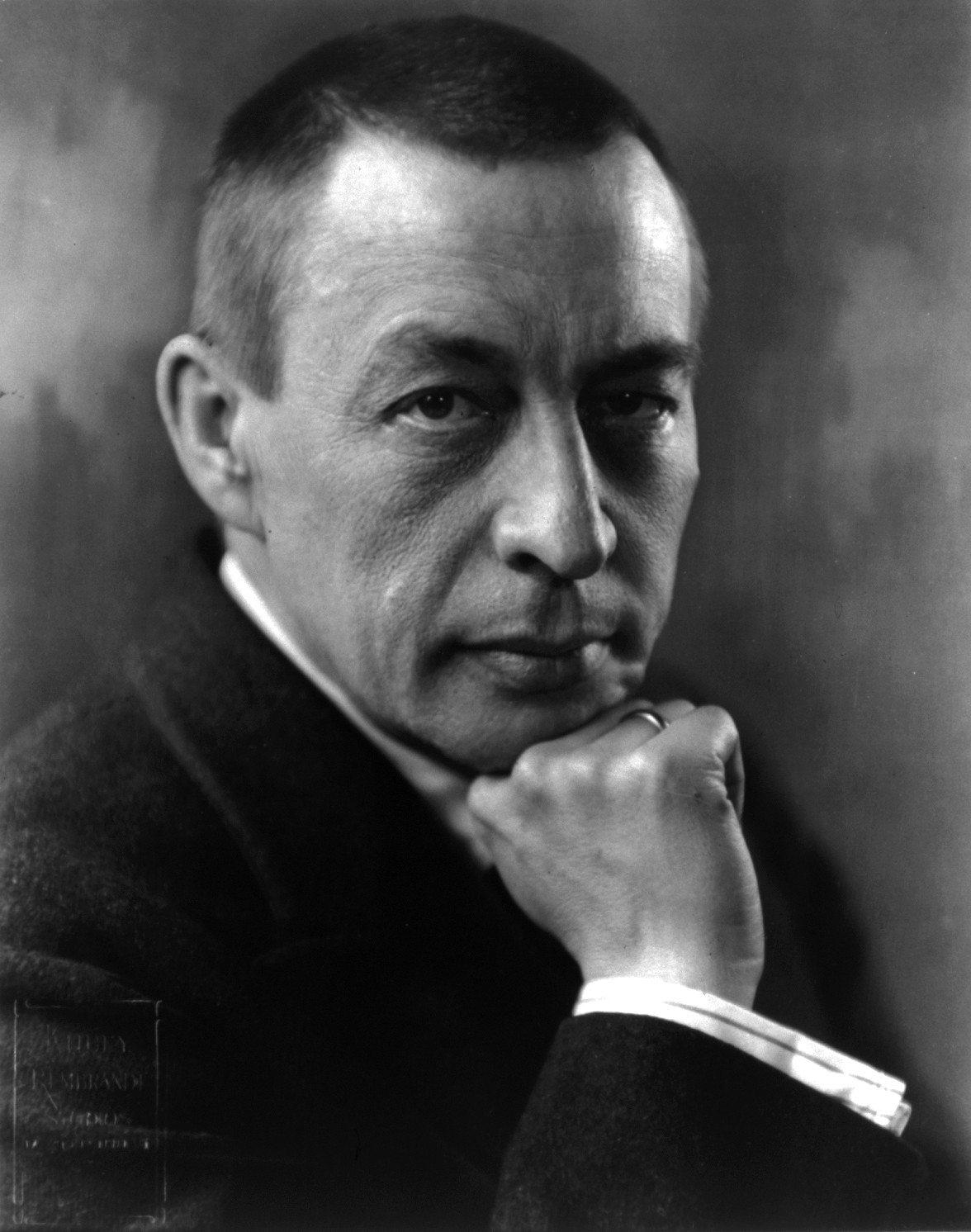

Гости у Рахманинова бывали редко, в основном он общался с многочисленной роднёй жены (она же одновременно и его родня, пусть и чуть более дальняя — Сергей Васильевич был женат на своей двоюродной сестре), семья жила очень дружно. Из товарищей у него (нечасто) бывали: М. А. Слонов, Н. С. Морозов, Н. Г. Струве, А. А. Брандуков, Н. К. Метнер, Ю. Э. Конюс, А. Б. Гольденвейзер, А. Ф. Гедике. Лишь изредка Рахманинов выезжал на симфонические концерты и ещё реже в театр. Лето проводил в Тамбовской губернии в имении Сатиных — Ивановке, которое очень любил и потом выкупил у тестя. Имением занимался много, не жалея сил и средств, любил вникать в хозяйственные вопросы и организовывать хозяйство, приобретал для сельскохозяйственных работ новейшую технику.
Организаторский талант Рахманинова ещё ярче проявился, когда он по просьбе своего друга С. А. Кусевицкого возглавил художественный совет Российского музыкального издательства, которое постепенно привёл к всемирной известности, несмотря на огромную конкуренцию и в России, и за рубежом.
Рахманинов очень любил церковное пение; когда жил в Москве часто даже зимой вставал в семь часов утра и, наняв извозчика, ехал на церковную службу, чаще всего в Андроников монастырь на Таганке. Также Рахманинов любил цыганское пение, иногда засиживался до ночи в ресторанах «Яр» или «Стрельна». От этого по Москве поползли слухи, что Рахманинов — кутила, но это не соответствовало действительности. Закрытый образ жизни Рахманинова также способствовал происхождению слуха, что он много пьёт, но, по утверждению семьи и друзей, это тоже было неправдой.

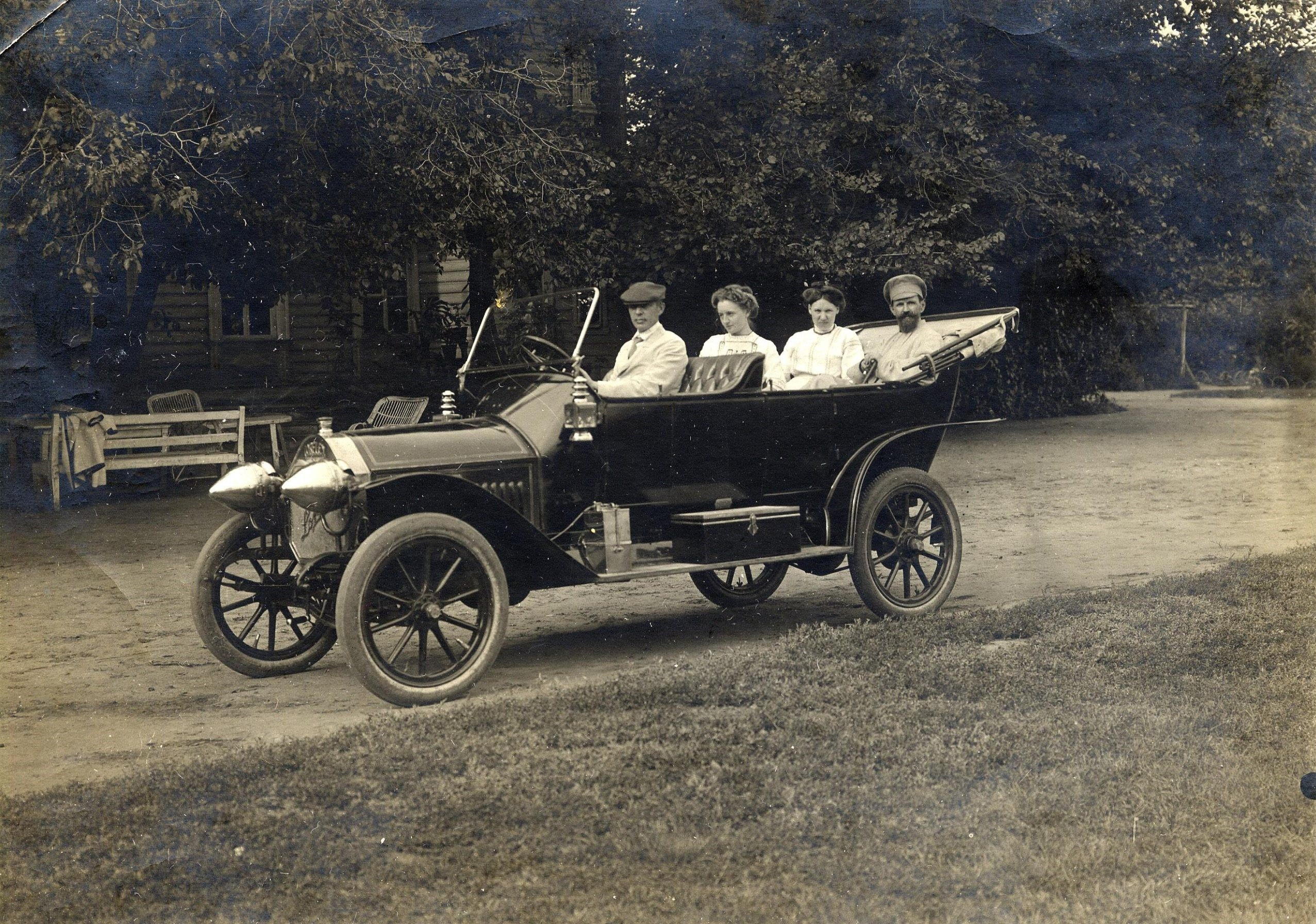
Сергей Рахманинов за рулём автомобиля «Loreley» в имении Ивановка, 1912 год

Разговаривал Рахманинов густым низким басом, негромко и неторопливо.
Покупал самые дорогие модели автомобилей, свой первый «Loreley» он купил в 1912 году. В 1913 году сменил «Лору» на Мерседес.
Рахманинов был заядлым автомобилистом и обожал быструю езду. Будучи близоруким, он управлял автомобилем без очков, что подчас приводило пассажиров в ужас, хотя правил он великолепно. Сестра его жены, Софья Сатина, писала в своих воспоминаниях, что композитор всегда управлял автомобилем сам, хотя и брал с собой шофёра на случай каких-либо поломок.
Живя в своём имении Сенар в Швейцарии, Рахманинов с семьёй совершали долгие автомобильные поездки — в Байрейт и даже в Париж, делая только короткие остановки. Даже находясь на лечении в санатории в Баден-Бадене, Рахманинов не расставался с автомобилем.
В тяжёлые годы Гражданской войны Рахманинов много помогал своим друзьям и знакомым. Некоторые его продуктовые посылки просто спасали получателей от голода.
В эмиграции композитор также увлекался автомобилями, часто меняя дорогие роскошные машины американского производства.

### Помощь И. И. Сикорскому
Эмигрировавший из России авиаконструктор Игорь Иванович Сикорский,
поселившись в США, в 1923 году основал авиационную фирму «Sikorsky Aero Engineering Corporation», где занял должность президента. В условиях острой нехватки финансов Сергей Рахманинов принял личное участие в становлении предприятия, не только заняв должность вице-президента, но и выделив 5000 долларов (около $ 80 тыс. в пересчёте на 2010 год) Игорю Сикорскому. В 1929 году, когда финансовое состояние фирмы улучшилось, Сикорский вернул эти деньги Рахманинову с процентами.

## Творческая характеристика

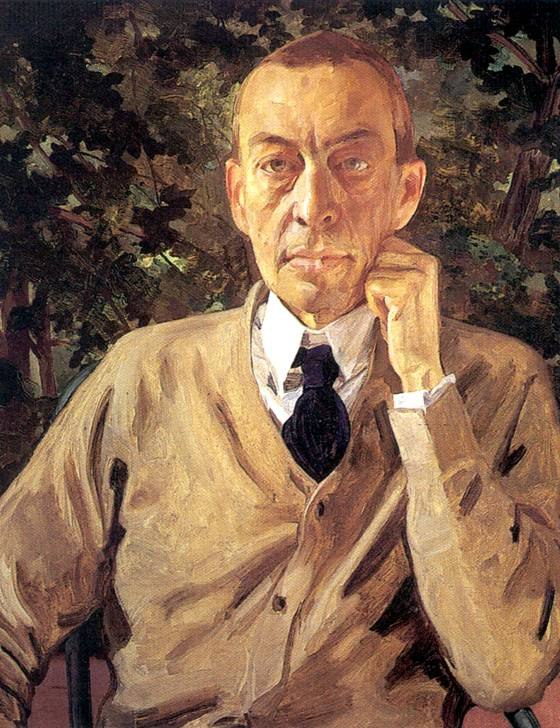
Портрет работы К. А. Сомова

Творческий облик Рахманинова-композитора часто определяют словами «самый русский композитор». В этой краткой и неполной характеристике выражены, как объективные качества стиля Рахманинова, так и место его наследия в исторической перспективе мировой музыки. Именно творчество Рахманинова выступило тем синтезирующим знаменателем, который объединил и сплавил творческие принципы московской (П. Чайковский) и петербургской композиторских школ в единый и цельный русский стиль. Тема «Россия и её судьба», генеральная для русского искусства всех видов и жанров, нашла в творчестве Рахманинова исключительно характерное и законченное воплощение. Рахманинов в этом отношении являлся как продолжателем традиции опер М. П. Мусоргского, Н. А. Римского-Корсакова, симфоний П. И. Чайковского, так и связующим звеном в непрерывной цепи национальной традиции (эта тема была продолжена в творчестве С. С. Прокофьева, Д. Д. Шостаковича, Г. В. Свиридова, А. Г. Шнитке и других). Особая роль Рахманинова в развитии национальной традиции объясняется историческим положением творчества Рахманинова — современника русской революции: именно революция, отражённая в русском искусстве как «катастрофа», «конец света», всегда была смысловой доминантой темы «Россия и её судьба» (см. Н. А. Бердяев, «Истоки и смысл русского коммунизма»).
Творчество Рахманинова хронологически относится к тому периоду русского искусства, который принято называть «серебряным веком». Основным творческим методом искусства этого периода был символизм, черты которого ярко проявились и в творчестве Рахманинова. Произведения Рахманинова насыщены сложной символикой, выражаемой с помощью мотивов-символов, главным из которых является мотив средневекового хорала Dies Irae. Этот мотив символизирует у Рахманинова предчувствие катастрофы, «конца света», «возмездия».
В творчестве Рахманинова как верующего человека прослеживаются христианские мотивы: Литургия св. Иоанна Златоуста (1910), Всенощная (1915). Рахманинов не только сделал выдающийся вклад в развитие русской духовной музыки, но и в прочих своих произведениях воплотил христианские идеи и символику.
В технике музыкальной композиции Рахманинов никак не отреагировал на «модные» новации XX века (такие как додекафония, ультрахроматизм, алеаторика, полистилистика и т. д.). При этом в рамках стиля, который в целом определяется как «неоромантический», Рахманинову удалось выработать специфический, легко узнаваемый на слух музыкальный язык. Для расширенной тональности Рахманинова, например, характерны так называемая рахманиновская субдоминанта (иначе «рахманиновская гармония») и модализмы (дорийский лад, цыганская гамма и др.), в ритмике — мультиоли в сочетании с регулярными группировками длительностей (полиритмия). Узнаваема и его специфическая фортепианная фактура.

## Эволюция творческого стиля
Творчество Рахманинова принято условно делить на три или четыре периода: ранний (1889—1897), зрелый (его иногда делят на два периода: 1900—1909 и 1910—1917) и поздний (1918—1941).
Стиль Рахманинова, выросший из позднего романтизма, впоследствии претерпел значительную эволюцию. Подобно своим современникам А. Скрябину и И. Стравинскому Рахманинов по крайней мере дважды (ок. 1900 и ок. 1926) кардинально обновлял стиль своей музыки. Зрелый и особенно поздний стиль Рахманинова выходит далеко за пределы постромантической традиции («преодоление» которой началось ещё в ранний период) и в то же время не принадлежит ни одному из стилистических течений музыкального авангарда XX в. Творчество Рахманинова, таким образом, стоит особняком в эволюции мировой музыки XX века: впитав многие достижения импрессионизма и авангарда, стиль Рахманинова остался неповторимо индивидуальным и своеобразным, не имеющим аналогов в мировом искусстве (исключая подражателей и эпигонов). В современном музыковедении часто используется параллель с Л. ван Бетховеном: так же, как и Рахманинов, Бетховен вышел в своём творчестве далеко за пределы воспитавшего его стиля (в данном случае — венского классицизма), не примкнув при этом к романтикам и оставшись чуждым романтическому миросозерцанию.
Первый ранний период начинался под знаком позднего романтизма, усвоенного главным образом через стиль Чайковского (Первый Концерт, ранние пьесы). Однако уже в Трио ре-минор (1893), написанном в год смерти Чайковского и посвящённом его памяти, Рахманинов даёт пример смелого творческого синтеза традиций романтизма (Чайковский), «кучкистов», древнерусской церковной традиции и современной бытовой и цыганской музыки. Это произведение — один из первых в мировой музыке примеров полистилистики — словно символически возвещает преемственность традиции от Чайковского — Рахманинову и вступление русской музыки в новый этап развития. В Первой Симфонии принципы стилистического синтеза были развиты ещё более смело, что и послужило одной из причин её провала на премьере.
Период зрелости отмечен формированием индивидуального, зрелого стиля, основанного на интонационном багаже знаменного распева, русской песенности и стиля позднего европейского романтизма. Эти черты ярко выражены в знаменитых Втором Концерте и Второй Симфонии, в фортепианных прелюдиях ор. 23. Однако начиная с симфонической поэмы «Остров мёртвых» стиль Рахманинова усложняется, что вызвано, с одной стороны, обращением к тематике символизма и модерна, а с другой — претворением достижений современной музыки: импрессионизма, неоклассицизма, новых оркестровых, фактурных, гармонических приёмов. Центральное произведение этого периода — грандиозная поэма «Колокола» для хора, солистов и оркестра, на слова Эдгара По в переводе Константина Бальмонта (1913). Ярко новаторское, насыщенное небывало новыми хоровыми и оркестровыми приёмами, произведение оказало огромное влияние на хоровую и симфоническую музыку XX века. Тематика этого произведения характерна для искусства символизма, для данного этапа русского искусства и творчества Рахманинова: в нём символически воплощены различные периоды человеческой жизни, подводящей к неизбежной смерти; апокалипсическая символика Колоколов, несущая идею Конца Света, предположительно оказала влияние на «музыкальные» страницы романа Томаса Манна «Доктор Фаустус».

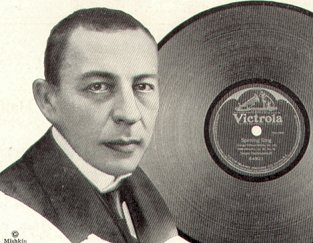
Изображение Рахманинова в рекламе звукозаписывающей компании «Виктор» (1921)

Поздний (зарубежный) период творчества отмечен исключительным своеобразием. Стиль Рахманинова складывается из цельного соединения самых различных, порой противоположных стилистических элементов: традиций русской музыки, древнерусского знаменного распева, джаза, «ресторанной» эстрады 1930-х годов, виртуозного стиля XIX века и жёсткой токкатности авангарда. В самой разнородности стилистических предпосылок заключён философский смысл — абсурдность, жестокость бытия в современном мире, утрата духовных ценностей. Произведения этого периода отличаются загадочной символикой, смысловой полифонией, глубоким философским подтекстом.
Последнее произведение Рахманинова — Симфонические танцы (1941), ярко воплощающее все эти особенности, многие сравнивают с романом М. А. Булгакова «Мастер и Маргарита», законченным в это же время.
Значение композиторского творчества Рахманинова огромно: Рахманинов синтезировал различные тенденции русского искусства, различные тематические и стилистические направления, и объединил их под одним знаменателем — русским национальным стилем.
Рахманинов обогатил русскую музыку достижениями искусства XX века и был одним из тех, кто вывел национальную традицию на новый этап. Он обогатил интонационный фонд русской и мировой музыки интонациями древнерусского знаменного распева.
Рахманинов (наряду со Скрябиным и Метнером) вывел русскую фортепианную музыку XX века на мировой уровень, став одним из первых русских композиторов, чьи фортепианные произведения входят в репертуар всех пианистов мира.
Значение исполнительского творчества Рахманинова не менее велико:
Рахманинов-пианист стал эталоном для многих поколений пианистов разных стран и школ, он утвердил мировой приоритет русской фортепианной школы, отличительными чертами которой являются: 1) глубокая содержательность исполнения; 2) внимание к интонационному богатству музыки; 3) «пение на фортепиано» — имитация средствами фортепиано вокального звучания и вокальной интонации. В игре Рахманинова феноменальное, почти неправдоподобное техническое совершенство сочеталось с удивительной простотой, принципиальным отказом от любой демонстрации технической сложности, виртуозности, «трансцендентности» исполняемого произведения.
Рахманинов-пианист оставил эталонные записи многих произведений мировой музыки, на которых учатся многие поколения музыкантов.

## Семья
- Жена — Наталья Александровна Сатина (1877—1951). В 1895 году окончила гимназию в Москве. Училась в Московской консерватории по классу фортепиано. Была прекрасной пианисткой, обладала великолепным голосом. Красоту и силу её голоса отмечала А. В. Нежданова. После окончания консерватории преподавала фортепиано. 29 апреля 1902 года в Москве, в церкви 6-го гренадерского Таврического полка (венчал священник Анатолий Замараев) «потомственный дворянин Сергей Васильев Рахманинов» был обвенчан с «дочерью статского советника девицей Натальей Александровной Сатиной», своей двоюродной сестрой. Умерла 17 января 1951 года в Нью-Йорке. Похоронена в одной могиле с мужем, на кладбище Кенсико близ Нью-Йорка.

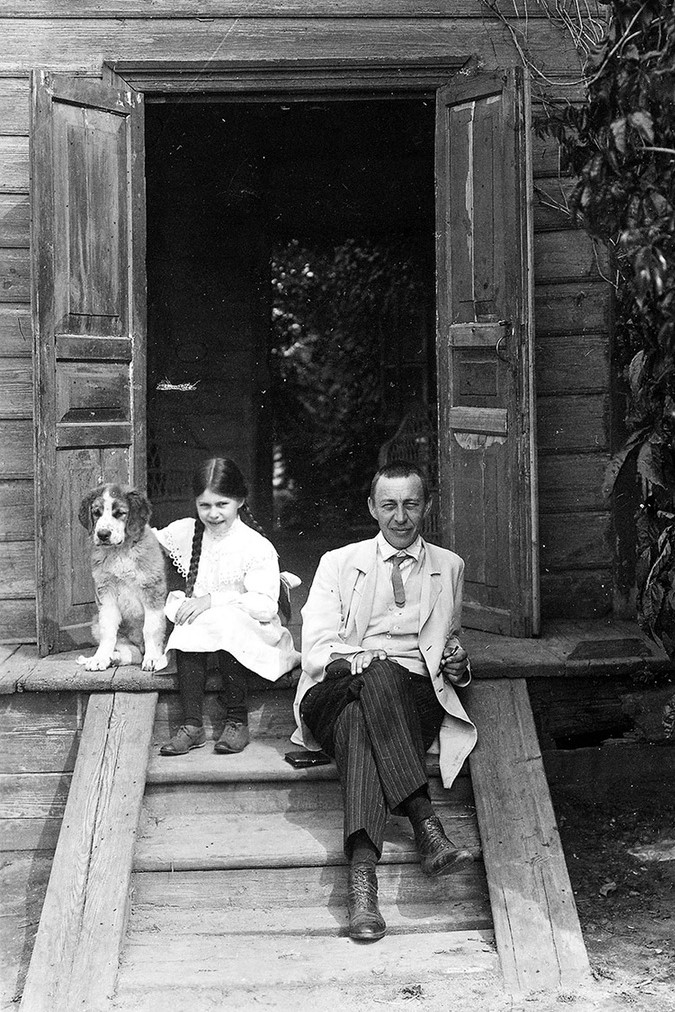
С. Рахманинов с дочкой Ириной в имении в Ивановке Тамбовской губернии, 1913

- - Дочь — Ирина (1903—1969)[40] Родилась в деревне Ивановка Уваровского района Тамбовской области. В 1924 году вышла замуж за князя П. Г. Волконского (1897—1925), художника, сына эмигранта. Через год Волконский скоропостижно скончался в возрасте 28 лет. Во время Второй мировой войны Ирина вместе с дочерью до захвата Парижа немцами переехали в Нью-Йорк. Жила с родителями до самой их смерти. Умерла 20 июня 1969 года в Нью-Йорке.

- -     - Внучка — Софья Петровна Волконская (1925—1968), княжна, родилась уже после смерти своего отца. Неудачно вышла замуж, развелась, через некоторое время вышла замуж за дипломата Алисона Ванемейкера. Они уехали в Коста-Рику, и там родились трое их детей. Умерла в 1968 году на Багамских островах[41].

- - Дочь — Татьяна (1907—1961) — пианистка, педагог, общественный деятель. Родилась в деревне Ивановка Уваровского района Тамбовской области. Вышла замуж за юриста Бориса Юльевича Конюса (1904—1988), сына композитора Юлия Конюса. Жила с семьёй в Париже, пережив Вторую мировую войну. Умерла в Арау, Швейцария.

- -     - Внук — Александр Борисович Рахманинов-Конюс (1933—2012)[42], юрист в сфере авторского права, руководил Фондом Сергея Рахманинова. Имел четырёх детей от двух браков. Умер 1 ноября 2012 года в Берне, Швейцария.[источник не указан 188 дней]

## Память

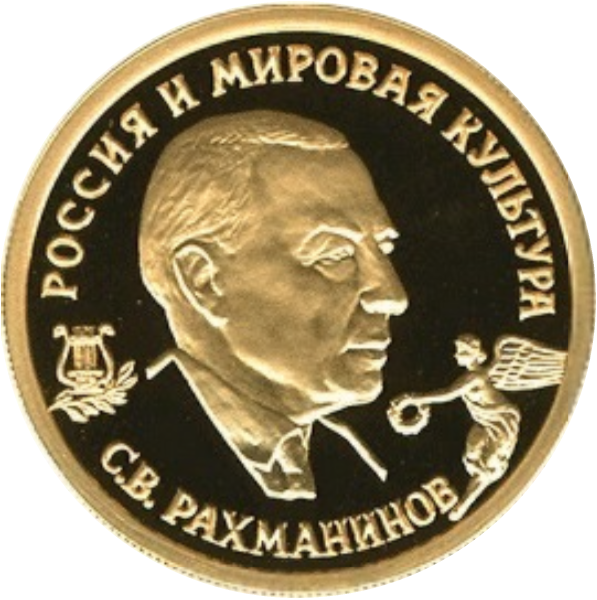
Золотая монета Банка России, 1993 год
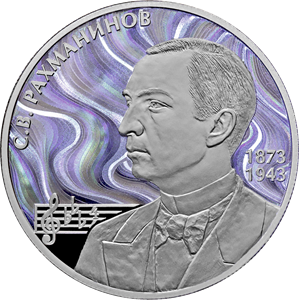
Серебряная монета Банка России, 2023 год
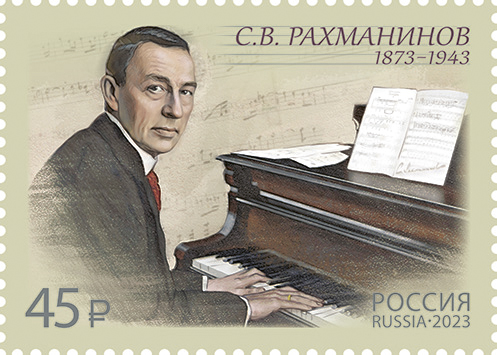
Почтовая марка России, 2023 год
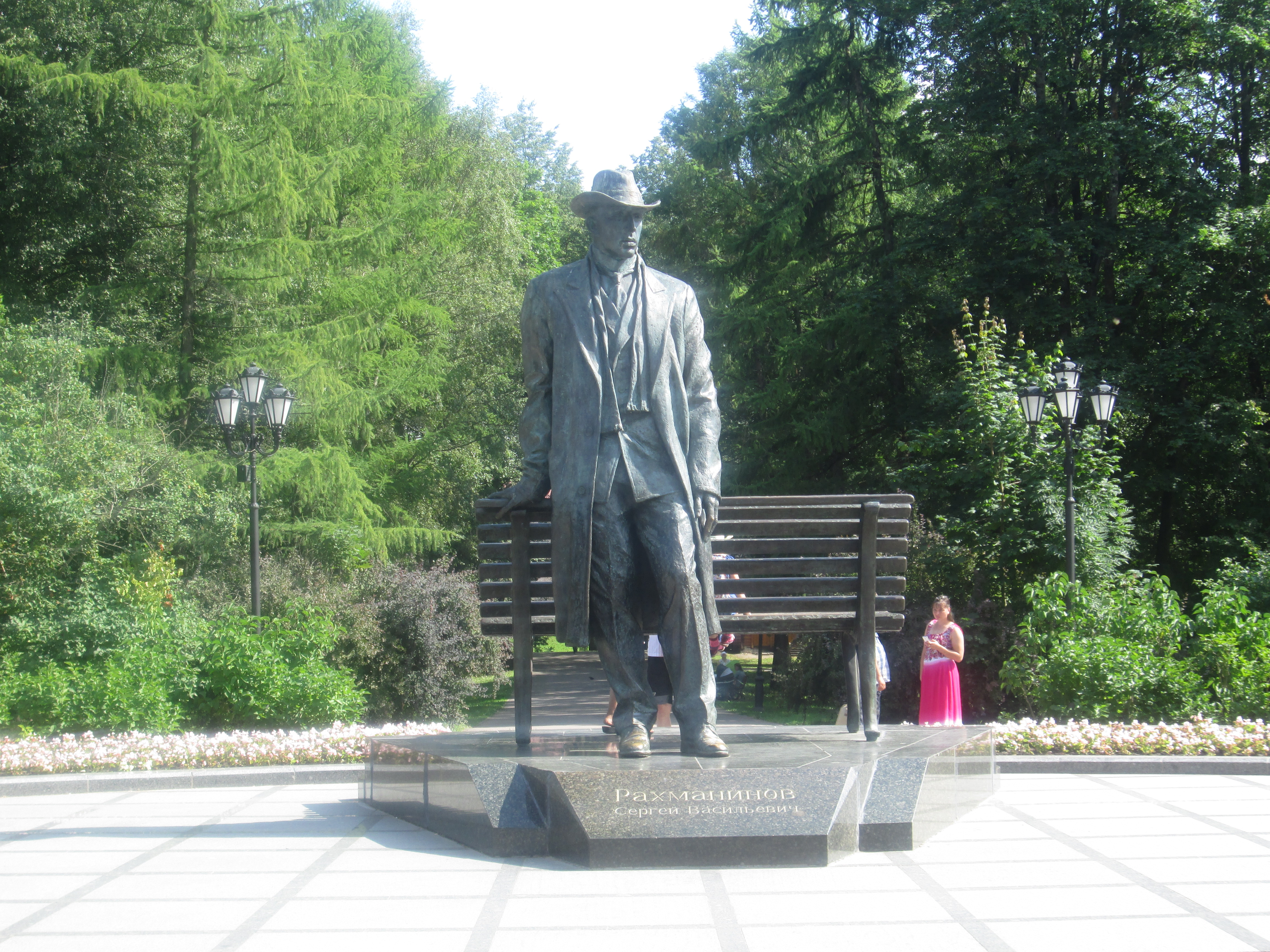
Памятник Сергею Рахманинову в Великом Новгороде
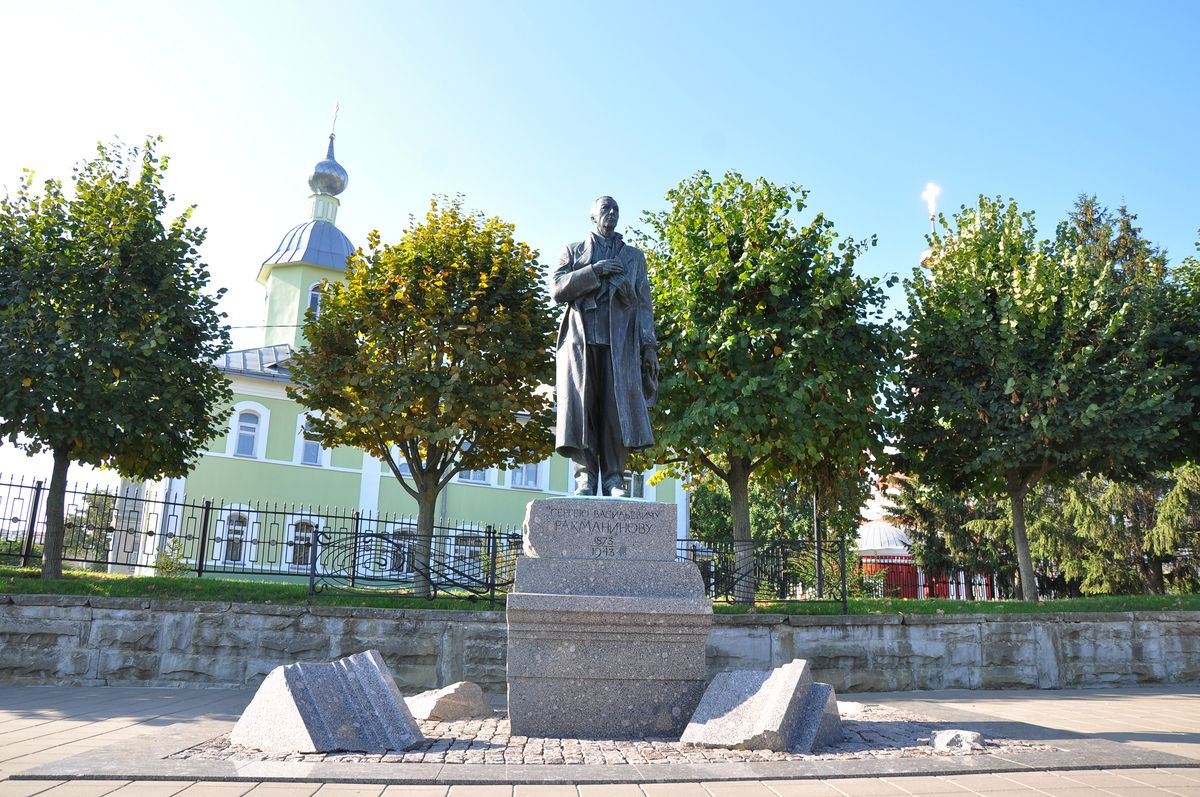
Памятник Рахманинову в Тамбове на ул. Рахманинова.
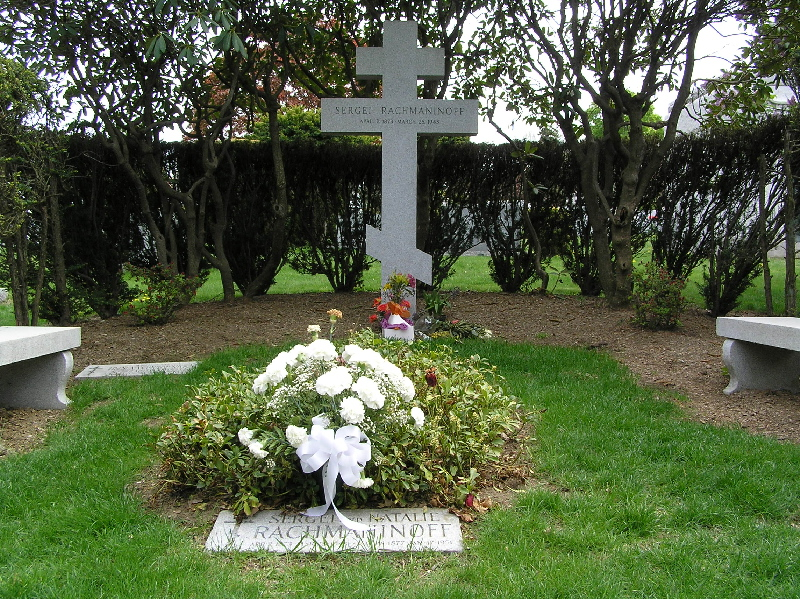
Могила Рахманинова на кладбище Кенсико близ Нью-Йорка
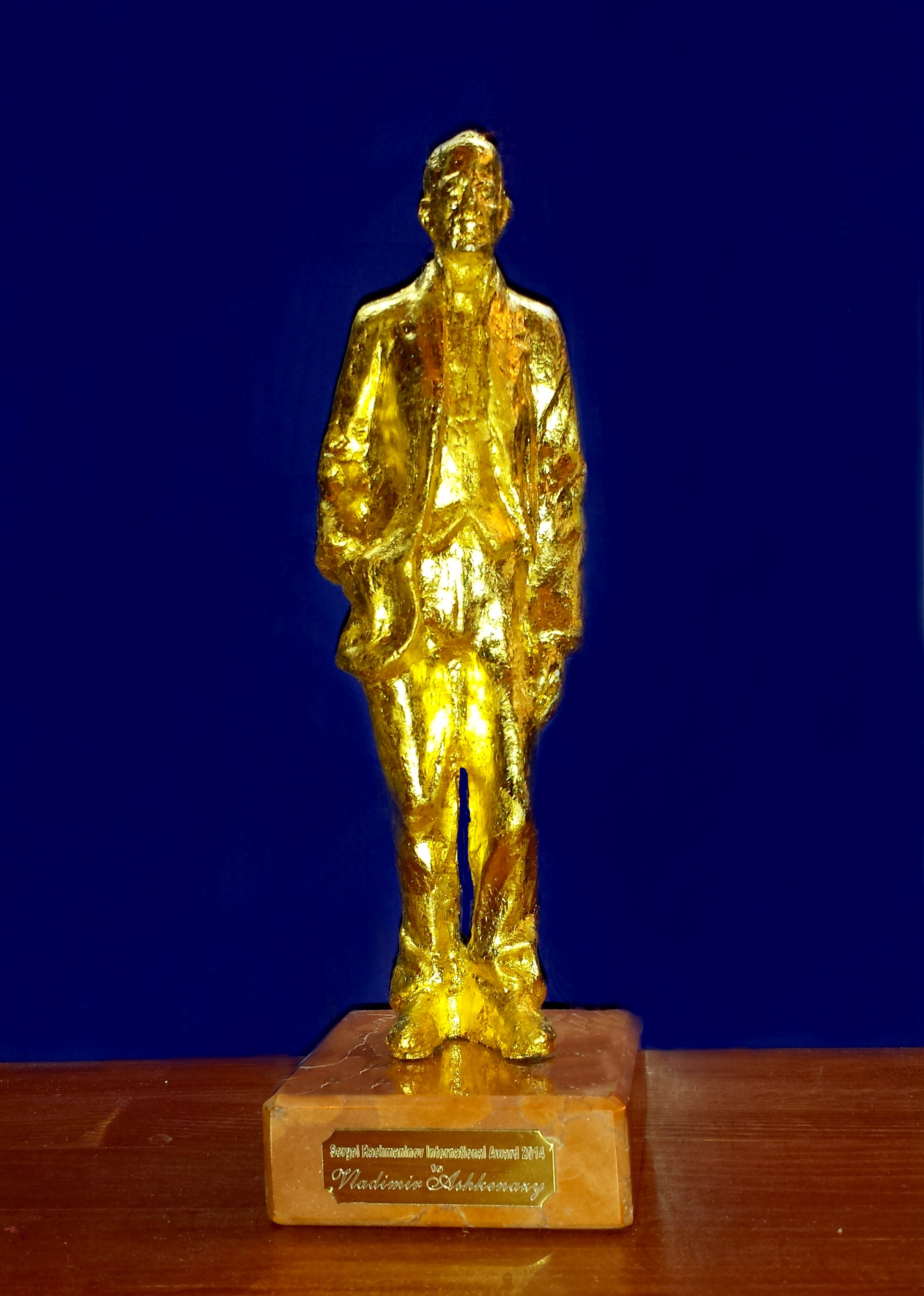
Международная премия имени Сергея Рахманинова
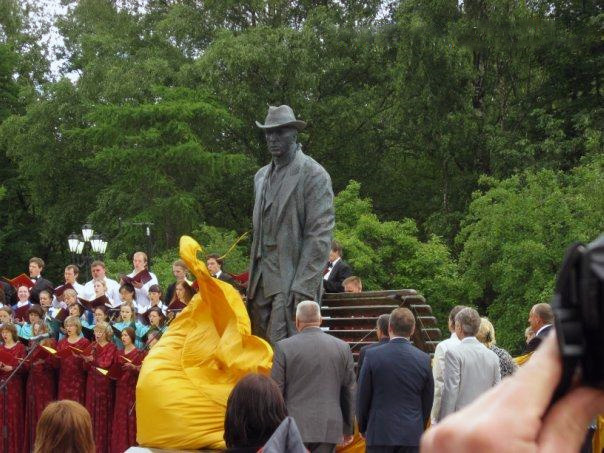
Памятник в Великом Новгороде скульптора Рукавишникова

- С 1982 года в СССР, а затем в России действует Рахманиновское общество, благодаря усилиям которого в Москве установлен памятник Рахманинову на Страстном бульваре (1999), памятники в Тамбове и Великом Новгороде, проводится Международный конкурс пианистов[43].
- В 1999 году на месте бывшей усадьбы Семёново (12 км южнее д. Пинаевы Горки, Залучское сельское поселение, Новгородская область) установлен памятный знак о рождении здесь Рахманинова[44][45].
- 25 августа 2006 года в Тамбове был открыт памятник С. В. Рахманинову (скульптор А. И. Рукавишников, архитектор В. Б. Бухаев)[46].
- В 2011 году в Казани по инициативе художественного руководителя и главного дирижёра Государственного симфонического оркестра Татарстана Александра Сладковского основан Международный музыкальный фестиваль им. С. Рахманинова «Белая сирень». Фестиваль проводится ежегодно в мае.
- Имя Рахманинова носит Ростовская государственная консерватория, Тамбовский государственный музыкально-педагогический институт, Калининградский областной музыкальный колледж, Кишинёвский Русский музыкальный лицей (бывшая Средняя специальная музыкальная школа имени Е. Коки), Рахманиновский зал Московской консерватории, музыкальная школа в Москве (структурное подразделение МГОДШИ (Московской городской объединённой детской школы искусств) «Измайлово»), Детская школа искусств № 6[47] в Санкт-Петербурге, Новгородский областной колледж искусств, Детская музыкальная школа № 7[48] в Екатеринбурге и камерный концертный зал в Мариинском театре[49].
- Улицы, названные в честь Рахманинова, имеются в Сочи, Киеве, Алма-Ате, Тамбове, Пензе, Новгороде Великом, Ростове-на-Дону, Моршанске, Краснодаре, Малаге (Испания) и в Бронксе (Нью-Йорк, США). В Париже есть сад Рахманинова[фр.].
- 14 июня 2009 года в Великом Новгороде открыт памятник Сергею Рахманинову работы скульптора Рукавишникова.
- В 1966 году на фасаде дома № 5 по Страстному бульвару в Москве, где жил и работал С. Рахманинов, установлена мемориальная доска работы скульптора Н. И. Нисс-Гольдман и архитектора В. С. Уляшова[50].
- В 2013 году в Москве по инициативе российской пианистки, лауреата международных конкурсов, профессора академии APS Виолетты Егоровой[англ.] учреждена Международная премия имени Сергея Рахманинова. Официальная церемония вручения Премии проводится ежегодно в Московской Консерватории.
- 18 марта 2010 года в честь Рахманинова назван кратер на Меркурии[51].
- В 1990 году в честь С. В. Рахманинова назван астероид 4345 Rachmaninoff, открытый в 1988 году Э. Эльстом.
- 5 октября 2017 года в музее-усадьбе «Ивановка» (Тамбовская область) состоялось торжественное открытие памятника Сергею Рахманинову[52][53].
- Несмотря на то, что данных о проживании Рахманинова по адресу ул. Казанская, д. 5, нет, 1 апреля 2023 года под окнами дома, во дворе отеля «Рахманинов» будет установлен закладной камень[54].

### Музеи
- В 1968 году создан музей, а с 1987 года — Музей-усадьба С. В. Рахманинова в деревне Ивановка Уваровского района Тамбовской области.
- После смерти в начале ноября 2012 года Александра Рахманинова (1933—2012), внука и единственного наследника композитора, родственники планировали выставить имение «Сенар» в Швейцарии на аукцион с последующей распродажей по частям имущества и уникальных предметов культурного наследия Рахманинова. В этих обстоятельствах российский пианист Д. Л. Мацуев поднял перед президентом России В. В. Путиным вопрос о выкупе имения в пользу России для устройства мемориала композитора, проведения там музыкальных мастер-классов, фестивалей и конкурсов. Цена вопроса, по экспертным оценкам, составляет примерно 18 млн швейцарских франков. Президент Путин согласился предпринять усилия для реализации этой идеи[22][55][56].
- В Москве в особняке на Большой Ордынке, 6/12 предполагается открыть музей композитора; правительством Москвы это здание было сдано в аренду Рахманиновскому обществу до 2018 года[43].

### Рахманиновские общества
- Российское Рахманиновское общество[57]
- Международное Рахманиновское общество в Дармштадте, Германия[58]
- Лондонское международное Рахманиновское общество
- Международное Рахманиновское общество Майами, Сан-Хосе

### Образ в кинематографе
- 1979 — художественный фильм «Поэма о крыльях» режиссёра Д. Я. Храбровицкого, в роли Рахманинова — О. Н. Ефремов.
- 2007 — художественный фильм «Ветка сирени» режиссёра П. С. Лунгина, в роли Рахманинова — Е. Э. Цыганов (озвучил А. Н. Балуев).
- 2023 — телесериал «Шаляпин» режиссёра Е. М. Анашкина, в роли Рахманинова — Лев Зулькарнаев.

## Адрес в Санкт-Петербурге
- набережная реки Фонтанки, д. 133

Среди адресов Рахманинова часто упоминается Казанская улица, но без привязки к какому-то дому. Впоследствии это дало повод владельцам отеля в одном из домов по этой улице назвать свое заведение по фамилии композитора.

## Произведения

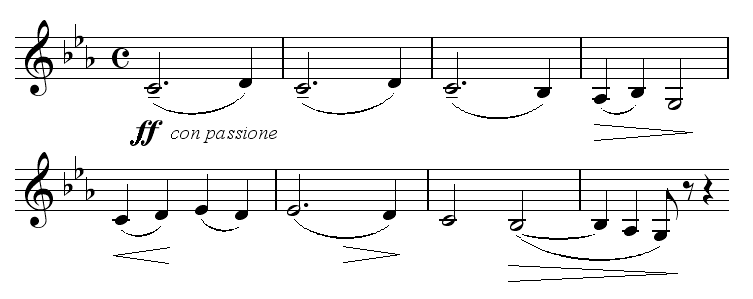
Тема первой части второго концерта

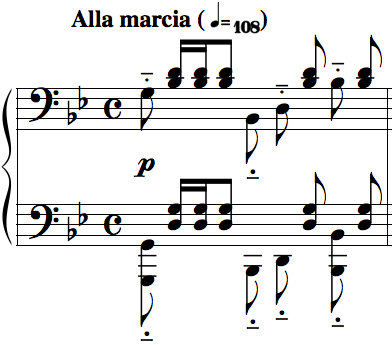
Прелюдия op. 23 № 5

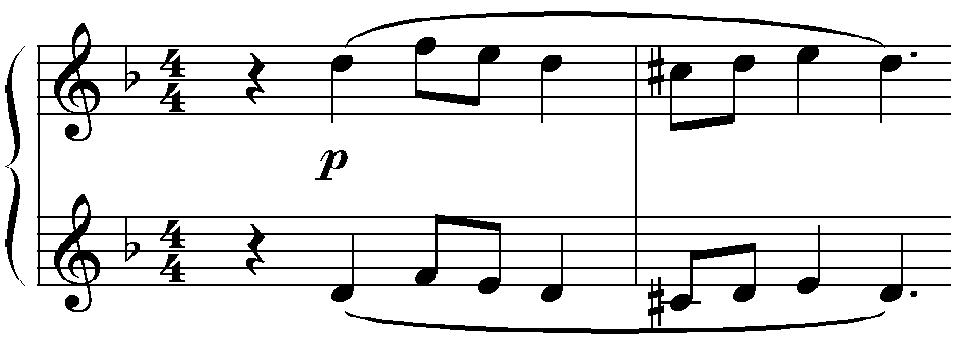
Начало третьего концерта

В скобках — дата окончания произведения.
- ор. 1 — Концерт для фортепиано с оркестром № 1 (1890)

- ор. 2 — Две пьесы для виолончели и фортепиано (1890)
- ор. 3 — Пьесы-фантазии для фортепиано (1892)
- op. 4 — Романсы (1892)
- ор. 5 — Сюита № 1 для двух фортепиано (1893)
- ор. 6 — Две пьесы для скрипки и фортепиано (1893)
- ор. 7 — Симфоническая фантазия «Утёс» (1893)
- ор. 8 — Романсы (1894)
- ор. 9 — Элегическое трио № 2 для скрипки, виолончели и фортепиано «Памяти великого художника» (1893), написано на смерть П. И. Чайковского
- ор. 10 — Салонные пьесы для фортепиано (1894)
- ор. 11 — Шесть пьес для фортепиано в четыре руки
- ор. 12 — Цыганское каприччио (1895)
- ор. 13 — Симфония № 1 (1895), посвящена А. А. Лодыженской
- ор. 14 — Романсы (1897)
- ор. 15 — Шесть хоров для женских или детских голосов (1897)
- ор. 16 — Музыкальные моменты для фортепиано (1897)

- ор. 17 — Сюита № 2 для двух фортепиано (1900)
- ор. 18 — Концерт для фортепиано с оркестром № 2 (1900)

- ор. 19 — Соната для виолончели и фортепиано соль минор (1901)
- ор. 20 — Кантата «Весна» (1901)
- ор. 21 — Романсы (1902)
- ор. 22 — Вариации на тему Шопена (1902); 22 вариации посвящены Теодору Лешетицкому
- ор. 23 — Прелюдии для фортепиано (1903)
- ор. 24 — Опера «Скупой рыцарь» (1903)
- ор. 25 — Опера «Франческа да Римини» (1904)
- ор. 26 — Романсы (1907)
- ор. 27 — Симфония № 2 (1907)
- ор. 28 — Соната № 1 для фортепиано (1907)
- ор. 29 — Симфоническая поэма «Остров мёртвых» (1908)
- ор. 30 — Концерт для фортепиано с оркестром № 3 (1909)
- ор. 31 — Литургия св. Иоанна Златоуста (1911)
- ор. 32 — Прелюдии для фортепиано (1910)
- ор. 33 — Этюды-картины для фортепиано (1911)
- ор. 34 — Романсы (1911)
- ор. 35 — Поэма «Колокола» для хора, солистов и оркестра (1913)
- ор. 36 — Соната № 2 для фортепиано (1913)
- ор. 37 — Всенощное бдение (1915)
- ор. 38 — Шесть стихотворений для голоса и фортепиано (1916)
- ор. 39 — Этюды-картины (1917)
- ор. 40 — Концерт для фортепиано с оркестром № 4 (1927)
- ор. 41 — Три русские песни для хора и оркестра (1928)
- ор. 42 — Вариации на тему Корелли для фортепиано (1931)
- ор. 43 — Рапсодия на тему Паганини для фортепиано с оркестром (1935)
- ор. 44 — Симфония № 3 (1937)
- ор. 45 — Симфонические танцы (1941)

### Произведения без опуса
- Элегическое трио № 1 для скрипки, виолончели и фортепиано (1891)
- Симфоническая поэма «Князь Ростислав» (на сюжет баллады А. К. Толстого) (1891)
- Опера «Алеко» (1892)
- 2 струнных квартета (1889, 1896)
- Хор «Пантелей-целитель» (1899)
- Хор «В молитвах неусыпающую Богородицу» (1893)
- Фуга d-moll (1891)
- Сюита для оркестра d-moll (1891)

Фортепианные транскрипции, в том числе
- Бах—Рахманинов, ——
- Мендельсон—Рахманинов, Скерцо из музыки к комедии Шекспира «Сон в летнюю ночь»
- Бизе—Рахманинов, Менуэт из «Арлезианки» (1900)
- «Полька В. Р.» (1911)
- Крейслер—Рахманинов, вальс «Муки любви»
- Крейслер—Рахманинов, вальс «Радость любви»
- Шуберт—Рахманинов, «Куда?» (1925), песня из цикла Франца Шуберта «Прекрасная мельничиха»
- Римский-Корсаков—Рахманинов, «Полёт шмеля», из оперы «Сказка о царе Салтане»
- Смит— Рахманинов. — Гимн Америки

Романсы и песни для голоса с фортепиано, в том числе:
- У врат обители святой (1890, на слова М. Ю. Лермонтова)
- Апрель! Вешний праздничный день (1891?)
- Ты помнишь ли вечер? (1891?)
- Смеркалось (1891?, на слова А. К. Толстого)
- Опять встрепенулось ты, сердце (1890, на слова Н. Грекова)
- Песня разочарованного (1893—1894)
- Увял цветок (1893?, на слова Данила Ратгауза)
- Икалось ли тебе (1899, на слова П. А. Вяземского), шуточный романс посвящён Н. А. Сатиной
- Ночь (Ратгауз, 1900)
- Письмо К. С. Станиславскому от С. В. Рахманинова (1908)
- Из Евангелия от Иоанна (1915)

## Аудиозаписи
Среди дирижёров, осуществивших записи полного комплекта симфоний Рахманинова, — Владимир Ашкенази, Лорин Маазель, Юджин Орманди, Михаил Плетнёв, Андре Превин, Евгений Светланов, Марис Янсонс.

## Музыка Рахманинова в кино
- 1954 — «Рапсодия»
- 1955 — «Зуд седьмого года»
- 1956 — «Весна на Заречной улице»
- 1957 — «Рассказы о Ленине»
- 1976 — «Старший сын»
- 1979 — «Поэма о крыльях»
- 1985 — «Подсудимый»
- 1987 — «Зеркало для героя»
- 1989 — «Несрочная весна»[60]
- 1989 — «Руфь»
- 1993 — «День сурка»
- 2007 — «Ветка сирени»
- 2019 — «Мальчик русский»[61].

## Влияние творчества Рахманинова
- Мелодия песни «I Think of You» (Jack Elliott, Don Marcotte), вошедшую в альбом 1957 года «Where Are You?[англ.]» американского певца Фрэнка Синатры, основана на лирической теме (E flat major) из Концерта для фортепиано с оркестром № 2 До минор, Op. 18, I. Moderato Сергея Рахманинова[62][63].
- Мелодия популярной песни «All by Myself», появившейся в 1975 году и наиболее известной в исполнении Селин Дион, полностью заимствована её автором американским музыкантом Эриком Карменом из Концерта № 2 для фортепиано с оркестром Рахманинова. Первоначально Кармен полагал, что данное произведение находится в общественном достоянии, и выяснил, что это не так, лишь после официального выпуска своей пластинки. Из-за этого ему пришлось улаживать все юридические вопросы с наследниками Рахманинова и указывать имя Сергея Рахманинова как официального автора музыки к песне[64].
- Фронтмен группы Muse Мэттью Беллами указывает на большое влияние творений Сергея Рахманинова на его музыкальный стиль, являющийся сплавом классической музыки и британского рока. Так, композиции «Space Dementia», «Megalomania», «Ruled by Secrecy» содержат неточные цитаты из первой части Концерта для Фортепиано с оркестром № 2 Рахманинова, а «Butterflies and Hurricanes» — из каденции третьей части. В своих живых выступлениях Беллами часто прибегает к длинным фортепианным соло[65].
- Музыкальный материал коды первой части Второго фортепианного концерта до-минор дословно процитирован как кода в композиции «The Fallen Priest» альбома «Barcelona» Фредди Меркьюри и Монсеррат Кабалье. Мелодия, её гармонизация, фактурная разработка, а также тональность (до минор) абсолютно идентичны[66].